# Рангджунг
Рангджунг (англ. Rangjung) — посёлок в дзонгхаге Трашиганг  на востоке Бутана, к востоку от Трашиганга. Находится на реке Гамри в гевоге Радхи.

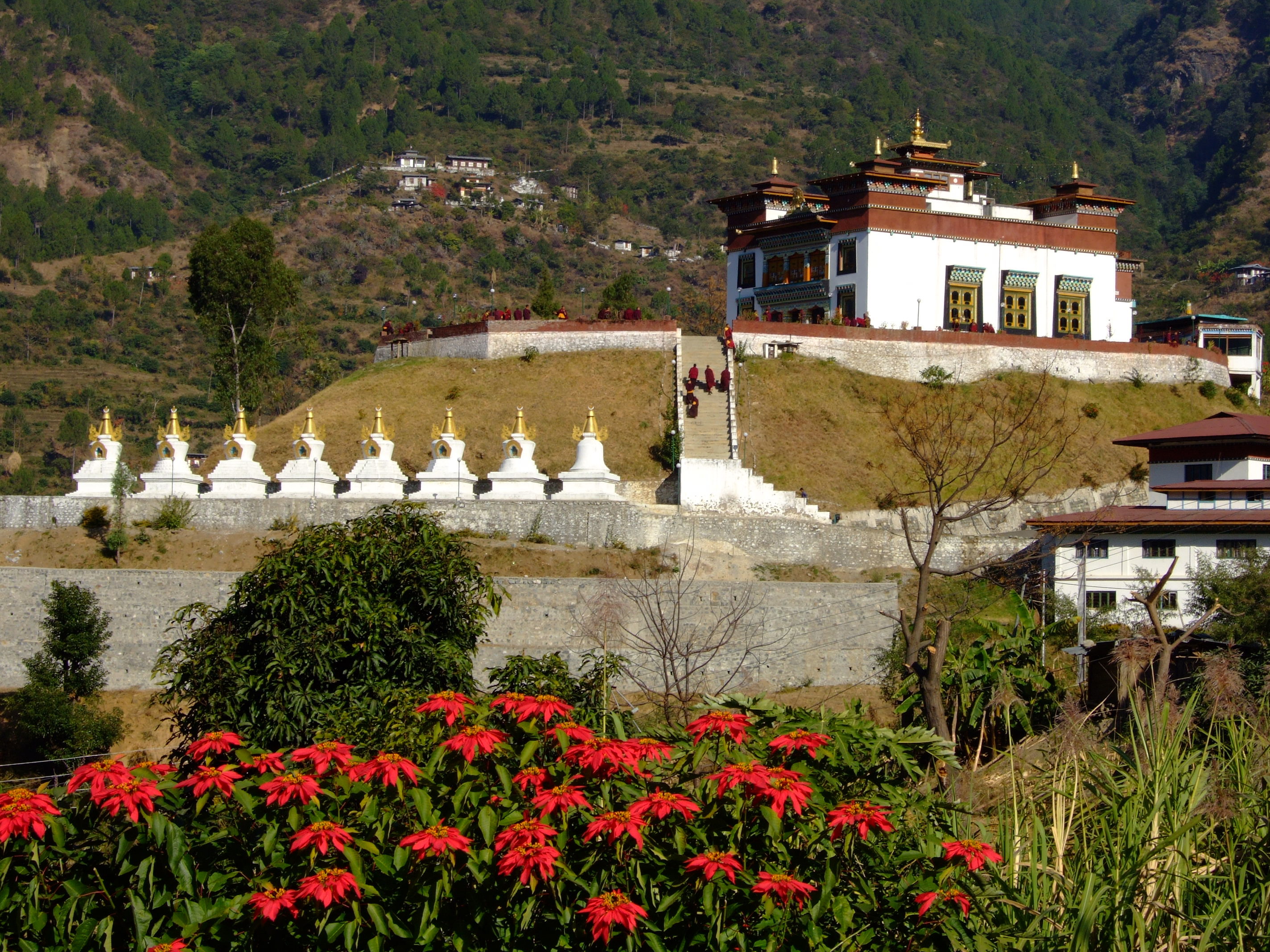
Храм Зандолперли в Рангджунге

В Рангджунге расположен монастырь Рангджунг Йодсел Чхолинг, который основал Дунгсе Гараб Дордже Ринпоче в 1989 году. 27°21′44″ с. ш. 91°40′14″ в. д.
Также в Рангджунге имеется Институт переподготовки инженеров (Vocational Training Institute, VTI) который организует курсы для инженеров по электроприборам, компьютерам, сетям и производству мебели. 
Здесь же расположена малая гидростанция.